# Сенигова, Таисия Николаевна
Таисия Николаевна Сенигова (17 июля 1922 года, Великие Луки — 21 ноября 2020, Москва) — советский казахстанский археолог, историк. Кандидат исторических наук. Специалист в области изучения памятников Южного Казахстана, в том числе и памятников Древнего Туркестана.
Родилась в Великих Луках в 1922 году, в многодетной семье купца Николая Сенигова. В начале XX века её отец был владельцем магазинов, торговых лавок на рынке, торговал керосином, галантерейными товарами. Сениговы проживали на Большой набережной (ныне набережная Л. Шмидта) в доме № 15
В 1942 г. на фронте погибает один из двух братьев. В том же году поступает в Московский государственный университет, на археологическое отделение исторического факультета и одновременно на курсы военфельдшеров запаса. В 1944 г. родители погибают в оккупации.
В 1946 году, по окончании вуза, молодой специалист по рекомендации профессора С. Юшкова поступает на работу в Институт истории, археологии и этнографии КазССР. В дальнейшем её научная и 30-летняя трудовая деятельность была связана только с институтом. Принята на работу младшим научным сотрудником в Академию наук КазССР от 01.12.1946 г., с годами 28.12.1960 г. утверждена в должности старшего научного сотрудника отдела археологии, и 28.11.1977 г. освобождена от занимаемой должности в связи с уходом на пенсию.
В 1958—1965 гг. Т. Н. Сенигова исследовала городище Тараз. В книге «Средневековый Тараз», изданной в 1972 году, Т. Н. Сенигова развила основные выводы А. Н. Бернштама о структуре древнего города и дополнила их материалами по западному и восточному рабадам, реконструкциями контуров города на различных этапах его развития
В 1973 году Туркестанский археологическим отрядом Института истории и археологии им. Ч. Ч. Валиханова АН КазССР под руководством Т. Н. Сениговой получил первые археологические свидетельства о городище Культобе. В этот полевой сезон был заложен раскоп в западной части холма Культобе, вскрыты ряд жилых комплексов, датированных XVIII—XIX вв., а также обнаружены фрагменты раннесредневековой керамики и монета отрарской чеканки.
По результатам археологических исследований на городище Культобе ученым опубликованы «Культовые сооружения около мавзолея Ходжи Ахмеда Ясави», «Керамика городища Туркестан из верхнего строительного горизонта (XVII—XVIII вв.)», «Новые данные о городище Туркестан».
Проживала в Москве.
В марте 2011 года в Москве Таисия Николаевна передала в дар музею родного города семейные реликвии.

## Публикации
- Сенигова, Таисия Николаевна. Керамика городища Алтын-Асар : опыт историко-археологической периодизации, построенной на материалах Хорезмской экспедиции Академии наук СССР, 1946—1951 г.г. : диссертация … кандидата исторических наук : 07.00.00. — Москва, 1954. — 201 с.
- Сенигова, Таисия Николаевна. Средневековый Тараз [Текст] / АН КазССР. Ин-т истории, археологии и этнографии им. Ч. Ч. Валиханова. — Алма-Ата : Наука, 1972. — 218 с.

### Статьи
- 1. Хорезмская экспедиция и её исследования на территории Казахстана // Вестник АН КазССР. 1949. № 7 (52). С. 62-66.
- 2. О работе Хорезмской экспедиции в Казахстане // Вестник АН КазССР. 1950. № 1 (58). С. 98-99.
- 3. Археологические экспедиции 1950 года // Вестник АН КазССР. 1951. № 1. С. 134—137.
- 4. Находки кремня в западных районах чинка Усть-Урта и в Приаральских Кзылкумах // Известия АН КазССР. 1951. Вып. 3. С. 122—124.
- 5. Раскопки на городище Алтын-Асар // Вестник АН КазССР 1952. № 7 (88). С. 63-69.
- 6. Отчет о работе Западно-Казахстанской археологической экспедиции 1953 года // Труды ИИАЭ АН КазССР. 1956. Т. 1. Археология. С. 140—156.
- 7. К изучению технических особенностей керамики низовьев Сыр-дарьи // Труды ИИАЭ АН КазССР. 1959. Т. 7. С. 215—230.
- 8. Монетовидный календарь // Труды ИИАЭ АН КазССР (Археология). 1961. Т. 12. С. 41-47.
- 9. Поселение Актобе // Археологические исследования на северных Каратау. Труды ИИАЭ им. Ч. Ч. Валиханова. 1962. Т. 14. С. 57-82.
- 10. Наскальные изображения у поселения Актобе // Археологические исследования на северных склонах Каратау. Тр. ИИАЭ им. Ч. Ч. Валиханова. 1962. Т. 14. С. 87-97.
- 11. Основные пути формирования топографии раннесредневекового Тараза (V-IX вв.) // Известия АН КазССР. Сер. обществ. 1966. № 5. С. 69-78.
- 12. К вопросу о генезисе культуры Семиречья (VI в. до н. э. — XII в. н. э.) // Вестник АН КазССР, 1967. № 4 (264). С. 69-76. 13. Вопросы идеологии и культов Семиречья // Новое в археологии Казахстана. Алма-Ата: Наука, 1968. С. 58-66.
- 14. Осветительные приборы Тараза и связь их с культом огня // СА. 1968. С. 208—225.
- 15. Новые находки в Семиречье // По следам древних культур Казахстана. АлмаАта: Наука, 1970. С. 277—289.
- 16. О назначении двух стеклянных сосудов из Тараза // Поиски и раскопки в Казахстане. Алма-Ата: Наука, 1972. С. 209—212.
- 17. Орнаментальные узоры на керамических сосудах VI—IX веков // В глубь веков. Алма-Ата: Наука, 1974. С. 119—143.
- 18. Уникальное культовое сооружение Аулие Кумчик-Ат в районе г. Туркестана // Прошлое Казахстана по археологическим источникам. Алма-Ата: Наука, 1976. С. 105—121.
- 19. Культовые сооружения около мавзолея Ходжи Ахмеда Ясеви // Археологические исслдеования в Отраре. Алма-Ата: Наука, 1977. С. 42-58.
- 20. Керамика городища Туркестан из верхнего строительного горизонта (ХVІІ- XVIII вв.) // Археологические памятники Казахстана. Алма-Ата: Наука, 1978. С. 171—187.
- 21. Изобразительный мотив льва в прикладном искусстве древнего Казахстана // Археологические исследования древнего и средневекового Казахстана. Алма-Ата: Наука-Ғылым, 1980. С. 65-81 (в соавт. с Бурнашевой Р. З.).